# Stora Höga

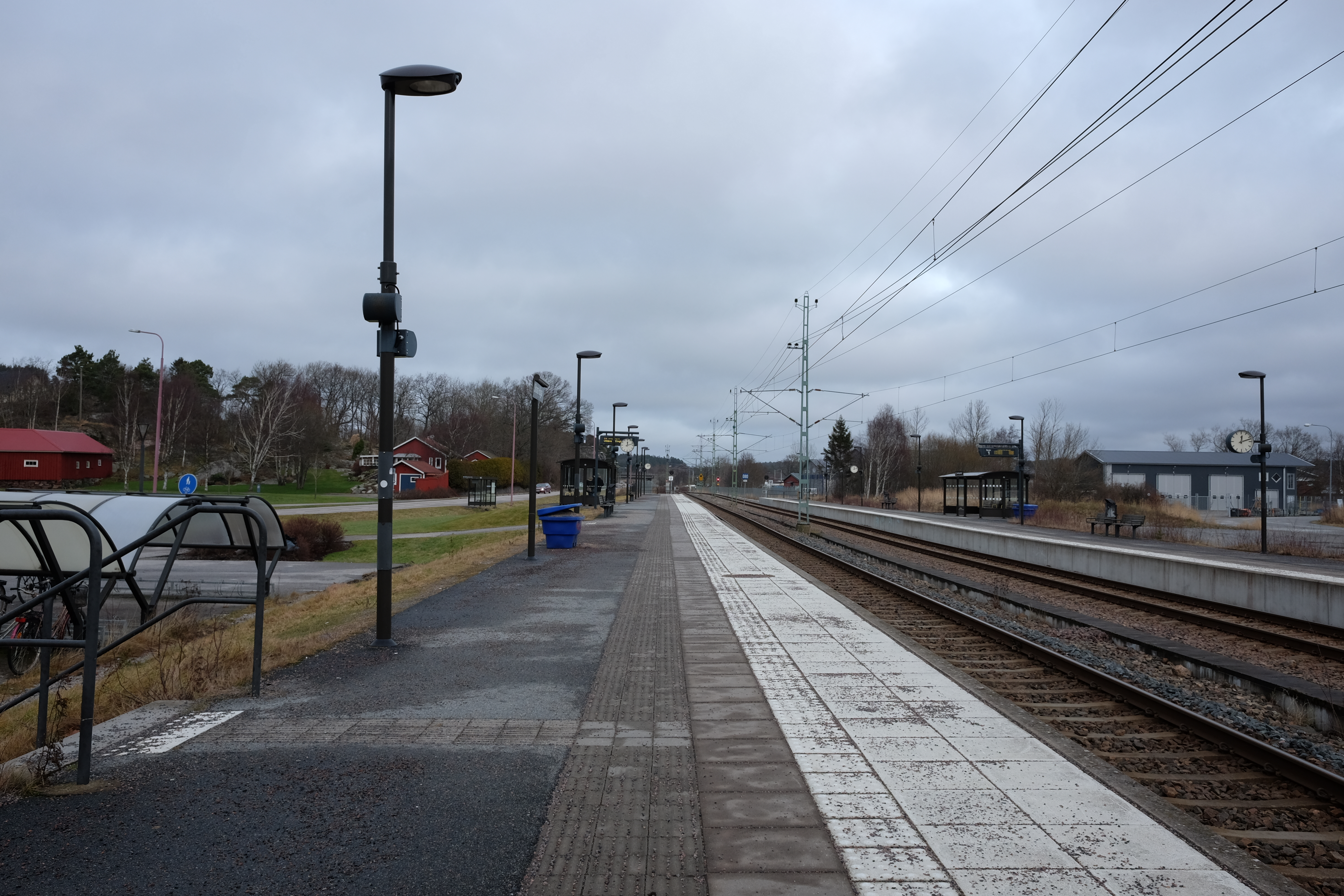
Järnvägsstationen i Stora Höga.

Stora Höga är en tätort i Jörlanda socken i Stenungsunds kommun, belägen vid Bohusbanan, E6 och länsväg 160 omkring 7 km söder om Stenungsund.

## Historia
Samhället har vuxit fram kring en järnvägsstation på Bohusbanan som först hette Vallen, men sedan bytte namn till Stora Höga efter en närbelägen gård. Stationen öppnades den 15 september 1920, men har varit stängd mellan den 4 juni 1984 och den 17 juni 2001, då den återöppnades. Vid havet 2 km västerut ligger den gamla lastageplatsen Getskär som numera är en badplats och småbåtshamn.
Närheten till havet gjorde att en omfattande fritidshusbebyggelse uppstod här under 1950- och 1960-talet, vilken efterhand i hög grad omvandlats till permanentbostäder. Även förtätning har ägt rum och under särskilt den första halvan av 2000-talet har bostadsbyggandet varit stort.
År 1990 räknade SCB norra delen av Stora Höga som en separat småort med småortskod S4759. Befolkningen var 66 invånare på en yta av 19 hektar.

### Befolkningsutveckling
| Befolkningsutvecklingen i Stora Höga 1965–2020 | Befolkningsutvecklingen i Stora Höga 1965–2020 | Befolkningsutvecklingen i Stora Höga 1965–2020 | Befolkningsutvecklingen i Stora Höga 1965–2020 | Befolkningsutvecklingen i Stora Höga 1965–2020 |
| ---------------------------------------------- | ---------------------------------------------- | ---------------------------------------------- | ---------------------------------------------- | ---------------------------------------------- |
|                                                |                                                |                                                |                                                |                                                |
| År                                             |                                                |                                                | Folkmängd                                      | Areal (ha)                                     |
| 1965                                           | 1965                                           |                                                | 285                                            |                                                |
| 1970                                           | 1970                                           |                                                | 523                                            |                                                |
| 1975                                           | 1975                                           |                                                | 689                                            |                                                |
| 1980                                           | 1980                                           |                                                | 681                                            |                                                |
| 1990                                           | 1990                                           |                                                | 1 052                                          | 108                                            |
| 1995                                           | 1995                                           |                                                | 1 412                                          | 162                                            |
| 2000                                           | 2000                                           |                                                | 1 784                                          | 189                                            |
| 2005                                           | 2005                                           |                                                | 2 553                                          | 235                                            |
| 2010                                           | 2010                                           |                                                | 2 751                                          | 243                                            |
| 2015                                           | 2015                                           |                                                | 2 846                                          | 278                                            |
| 2020                                           | 2020                                           |                                                | 2 972                                          | 292                                            |
| Anm.: Ny tätort 1965                           |                                                |                                                |                                                |                                                |

## Samhället
I Stora Höga ligger Stora Högaskolan, största grundskolan i Stenungsunds kommun år 2015 med ca 815 elever. Vid Stora Höga går E6 som är del av den viktiga motorvägen mellan Oslo och Köpenhamn via Göteborg.